# Ideo Pantaleoni
Ideo Tommaso Pantaleoni (Legnago, 12 ottobre 1904 – Milano, 25 dicembre 1993) è stato un pittore, scultore e litografo italiano.
Considerato uno dei maestri della pittura del XX secolo, è uno dei primi artisti ad aderire al Movimento Arte Concreta (M.A.C.), partecipa a molte delle mostre di gruppo organizzate dal Movimento nel decennio di attività che va dal 1948 al 1958.

## Biografia
Ideo Pantaleoni è figlio di Lucilla Sabbioni e di Paolo Pantaleoni, di professione assicuratore Sin dalla tenera età mostra una notevole propensione alle arti, disegna su qualsiasi supporto trovi disponibile, famoso è il ricordo dei suoi “piccoli capolavori” sul ciottolato del marciapiede antistante la sua casa nel centro di Ferrara,  dove amava riprodurre qualsivoglia immagine catturasse il suo vivido interesse; a Ferrara frequenta le scuole fino al diploma conseguito presso l'Istituto d'Arte Dosso Dossi.  In seguito a Bologna frequenterà l'Accademia di Belle Arti. 
Nel 1923 si trasferisce a Milano, entra in contatto con l'ambiente artistico; Milano in quegli anni era il punto cardinale nella geografia dell'arte e della cultura, entra in contatto con i grandi maestri dell'epoca De Pisis, Carrà e Sironi che lo aiutano a comprendere il “mestiere artistico”, la maestria compositiva, la perizia tecnica e le consonanze cromatiche, accostandolo alla sperimentazione di nuove tecniche, aiutandolo ad arricchire così le sue opere di forme e soggetti per lui inediti.
Scoppia la Seconda Guerra Mondiale, a Rapallo nel 1940 incontra Bianca Magri che in seguito diviene sua compagna e moglie di tutta un'esistenza; nel 1943 il suo studio di Via Fontana a Milano viene bombardato, perde tutte le sue opere conservate fino a quella data e si vede costretto a lasciare la città per rifugiarsi a Ligurno di Cantello in provincia di Varese fino al termine del conflitto bellico. 
Nel 1948 si reca per la prima volta a Parigi, qui viene travolto dal fascino della Ville Lumière e dall'atmosfera artistica-bohémien, rimane affascinato, decide di abbandonare, quasi del tutto il figurativo tradizionale avvicinandosi così all'astrazione, opere d'ispirazione cubista, ottenendo un largo successo di pubblico e di critica.
Ritornato a Milano entra a far parte del movimento "M.A.C.", (Movimento Arte Concreta) in qualità di socio con Atanasio Soldati, Gillo Dorfles, Gianni Monnet e Bruno Munari, continuando però a fare la spola con Parigi dove negli anni ha consolidato i suoi rapporti con artisti quali Klein, Poliakoff, Pillet, Hartung, Atlan, Seuphor, Huber, Dewasne e galleristi come Monsieur Guy Resse della “Galerie La Roue” suo noto estimatore e mecenate, a lui si devono i contatti con istituzioni e musei francesi, fu presente anche alle mostre del gruppo “Réalités Nouvelles” dove venne insignito quale Socio Onorario. Anche in Italia partecipa a importanti mostre nazionali quali la XXIV Biennale di Venezia del 1948, la X Triennale di Milano del 1954.
Parallelamente all'esperienza del movimento M.A.C. che sta per volgere al suo termine, Pantaleoni trascorre le estati dal 1956 al 1959 ad Albissola, nota residenza di artisti dediti alla scultura, tra questi Lucio Fontana lo convince ad avvicinarsi alla ceramica con un limitato numero di opere di qualità, ottenendo anche in questo campo apprezzabili risultati.
Dal 1957 si allontana gradatamente dalla pittura astratta-concreta per avvicinarsi a nuove strutture d'impronta “astratto-informale” che denotano un nuovo rigore pittorico, sviluppando effetti cromatici di trasparenze a piani sovrapposti, venne definito a Parigi “Maître des Gris”. Nel 1958 le Musée d'art moderne de la Ville de Paris acquisisce l'opera “Composition” del 1958 in collezione permanente.
Nel 1962 la sua ricerca passa all'astratto-gestuale, nascono opere di elevata qualità, ormai rarissime in quanto disperse in varie collezioni private e musei,  tre opere verranno esposte nel 1965 alla IX Quadriennale di Roma.
Gli anni settanta lo vedono impegnato nella produzione di opere plastiche tridimensionali in legno, acciaio e anticorodal, le forme divengono geometrie costruttiviste che danno vita a opere sculturee, composizioni di cerchi, linee, piani, rombi e rettangoli, sovente sovrapposti a più livelli, con rimandi all'Arte Programmata, c'è da sottolineare che la sua prima opera, in metallo, vicina all'arte che poi sarà denominata “programmata” è datata 1953, definirlo precursore di tali movimenti è quanto meno doveroso e lecito.  Queste opere, come in precedenza per l'arte astratta, riscuotono notevole successo e tra le innumerevoli mostre di quel periodo, menzioniamo le due personali alla Galleria Vismara di Milano nel 1968 e 1971 e la collettiva nel 1972 al Museo della Permanente di Milano, così come le sue opere pittoriche prodotte con l'uso dell'aerografo durante il periodo della convalescenza a seguito di un infarto, che anticipano di almeno dieci anni, quella che diverrà la Street Art. 
Gli anni 80 sono pura esplosione di colore che con maestria e sensibilità catturano lo sguardo e l'animo dello spettatore, i rimandi ai grandi Maestri come Monet sono evidenti, non per nulla questo ciclo di opere sono state oggetto di un'esposizione presso lo Studio d'Ars dal titolo "Mon Jardin Immaginarie".
Per tutta la sua lunga vita Pantaleoni ha perseguito una personale ricerca cromatica e compositiva rigorosa e raffinata, ha costantemente partecipando a molteplici manifestazioni d'arte italiana ed estera, storiche gallerie hanno esposto le sue opere Galleria Annunciata, Galleria Gian Ferrari, Galleria Vismara e molte altre, seguite da importanti acquisizioni da parte di collezioni private e pubbliche e di Musei nazionali e internazionali come Il Museo del la Ville di Parigi, La raccolta di Banca Intesa, il MAGA di Gallarate,  solo per citarne alcuni esempi.

### Opere Giovanili
Alla fine dell'anno scolastico del 1922 riceve il primo premio con lode dal Comune di Ferrara alla scuola d'arte Dosso Dossi che confermano le sue grandi doti per l'arte e la pittura.
Dal 1922 frequenta l'accademia di Bologna ma dal 1923 si trasferisce a Milano dove entra in contatto con l'ambiente artistico e della cultura, frequenta i Maestri De Pisis, Sironi e Carrà e che lo aiuta a comprendere il "mestiere artistico", e ad arricchire così le sue opere di forme e soggetti per lui inediti quali nature morte, paesaggi marini, ritratti e dagli anni '30 inizia ad esporre in importanti collettive presso sedi altrettanto prestigiose, nel 1935 vince il Premio Banca Popolare di Novara. La prima personale si terrà nel 1939 presso la Galleria Gian Ferrari di Milano con grande eco da parte della stampa.

### La seconda guerra mondiale
Durante la seconda guerra mondiale Pantaleoni rimase a Milano ma nel 1943 deve forzosamente rifugiarsi a Ligurno di Cantello in provincia di Varese a seguito del bombardamento del suo studio di Milano in via Fontana al 7, dove perde per sempre tutte le opere realizzate fino a quella data. Nonostante tutte le vicissitudini trova la forza per esporre nel 1944 sia presso la Galleria Gavioli di Milano che la Galleria Sant'Andrea di Milano.

### Pantaleoni a Parigi
A Parigi Pantaleoni è solito frequentare i quartieri di Montmartre e Montparnasse, annoverando tra le sue amicizie quelli di Klein, Poliakoff, Pillet, Hartung, Atlan, Seuphor, Huber.